# Honduranura centraliamericana
Genre
Espèce
Honduranura centraliamericana, unique représentant du genre Honduranura, est une espèce de collemboles de la famille des Neanuridae.

## Distribution
Cette espèce se rencontre au Honduras et au Costa Rica.

## Description
Honduranura centraliamericana mesure de 2,2 à 2,8 mm

## Publication originale
- Palacios-Vargas, 2017 : Honduranura centraliamericana gen. n. et sp. n. from Central America (Collembola, Neanuridae, Neanurinae). ZooKeys, no 723, p. 1-9 (texte intégral).